# 発言
| ウィキペディアには「発言」という見出しの百科事典記事はありません（タイトルに「発言」を含むページの一覧/「発言」で始まるページの一覧）。 代わりにウィクショナリーのページ「発言」が役に立つかもしれません。 |